# Poing
Poing is een plaats in de Duitse deelstaat Beieren, en maakt deel uit van het Landkreis Ebersberg. Poing, gelegen in het sandr bij München, ligt 20 km ten noordoosten van München en 20 km ten zuiden van Ebersberg. Angelbrechting en Grub zijn Ortsteilen van Poing. 
Poing telt 16.096 inwoners.

## Gemeenteraad en burgemeester
Sinds de verkiezingen van 16 maart 2014 is de samenstelling van de Poingse gemeenteraad als volgt:
- SPD Bürgerliste:[3] 8 zetels
- CSU:[4] 8 zetels
- FWG (Freie Wähler Bayern) Poing: 4 zetels
- Bündnis 90/Die Grünen: 3 zetels
- FDP: 1 zetel

Op 11 maart 2012 vonden de laatste burgemeestersverkiezingen plaats. Bij een opkomst van 51,95 % kon de zittende burgemeester Albert Hingerl (SPD) met 68,51 % van de stemmen zijn ambt continueren. Andere kandidaten waren Michael Frank (FWG, 19,65 %) en Carmen Berntheisel (CSU, 11,84 %).

## Buurgemeenten
- Pliening
- Markt Schwaben
- Anzing
- Vaterstetten
- Kirchheim

## Stedenband
CRO Poreč (Parenzo)
Anzing ·
Aßling ·
Baiern ·
Bruck ·
Ebersberg ·
Egmating ·
Emmering ·
Forstinning ·
Frauenneuharting ·
Glonn ·
Grafing bei München ·
Hohenlinden ·
Kirchseeon ·
Markt Schwaben ·
Moosach ·
Oberpframmern ·
Pliening ·
Poing ·
Steinhöring ·
Vaterstetten ·
Zorneding